# Leroy Chiao
Leroy Russel Chiao (Milwaukee, 28 agosto 1960) è un ex astronauta statunitense.
Ha partecipato alle missioni STS-65, STS-72, STS-92 dello Space Shuttle. Ha assunto il comando della Expedition 10 sulla Stazione spaziale internazionale, che ha raggiunto a bordo della Sojuz TMA-5.